# Jüdewein
Jüdewein is een dorp in de Duitse gemeente Pößneck in het Saale-Orla-Kreis in Thüringen. Het wordt voor het eerst genoemd in een oorkonde uit 1074.  Al in 1882 werd het dorp bij de gemeente Pößneck gevoegd.